# Истринское водохранилище
И́стринское водохрани́лище расположено на северо-западе Московской области, на реке Истре.
Район Истры рассматривался как возможное место строительства канала, соединяющего Волгу с Москвой-рекой по линии Городище — Клин — Истра. В 1935 году усилиями заключённых Белбалтлага и Дмитровлага была построена плотина возле деревни Раково (в настоящее время — посёлок гидроузла им. Куйбышева). Возведённая плотина стала основой Истринского водохранилища. Позже канал стали строить в другом месте, поэтому в настоящее время Истринское водохранилище используется для водоснабжения Москвы и регулировки стока воды из бассейна реки Истры в Москву-реку.
Длина — 25 км, средняя ширина — 1,5 км, максимальная — 4,4 км. Наибольшая глубина — 20 м. Площадь акватории — 33,6 км², полный объём — 183 млн м³, полезный объём — 173 млн м³. Нормальный подпорный уровень (НПУ) — 170 м, площадь водосбора — 1010 км². Сток воды регулируется. Замерзает в конце ноября, вскрывается в середине апреля. Снабжает водой Москву.
На водохранилище расположен водозаборно-энергетический узел со следующими характеристиками:
- земляная плотина длиной по гребню 488 м и высотой 25 м с отметкой гребня 171,64 м;
- водосброс открытый, регулируемый четырёхпролётный с затворами 11×4,5 м, пропускной способностью при НПУ 550 м³/с; отметка порога 166,0 м;
- донный водоспуск имеет два стальных напорных трубопровода диаметром 2 м, уложенных в бетонной галерее и подводящих воду также к турбинам гидроэлектростанции; пропускная способность водоспуска при НПУ (при закрытом водосбросе и остановленных турбинах) равна 33 м³/с;
- гидроэлектростанция приплотинного типа, с двумя гидроагрегатами по 1320 кВт и средней суммарной выработкой электроэнергии 7 млн кВт⋅ч в год;

24 ноября 1941 года на Волоколамском направлении как одно из средств оперативных заграждений отступающими советскими войсками были частично взорваны водоспуски плотины имени Куйбышева Истринского водохранилища, в результате чего образовался водный поток высотой до 2,5 м на протяжении до 50 км к югу от водохранилища. Плотину восстановили уже в 1942 году).
Ранее Истринское водохранилище использовалось для пассажирского судоходства. Протяжённость фарватера составляла 36 км.
В Истринском водохранилище водятся судак, лещ, налим, густера, язь, плотва, окунь, щука, уклейка, линь, ёрш, краснопёрка, карась.
Водохранилище используется для водоснабжения, рыболовства, рекреации. На его берегах расположены базы отдыха, санатории, пансионаты, детские оздоровительные лагеря, около 30 населённых пунктов, садоводческих и дачных товариществ. Зафиксировано более 4000 плавсредств, из которых треть составляют моторные лодки.
На берегу водохранилища расположены частные дома многих известных деятелей российской культуры, в частности эстрадной певицы Аллы Пугачёвой и рок-музыканта Владимира Кузьмина.